# Serhat Doğan

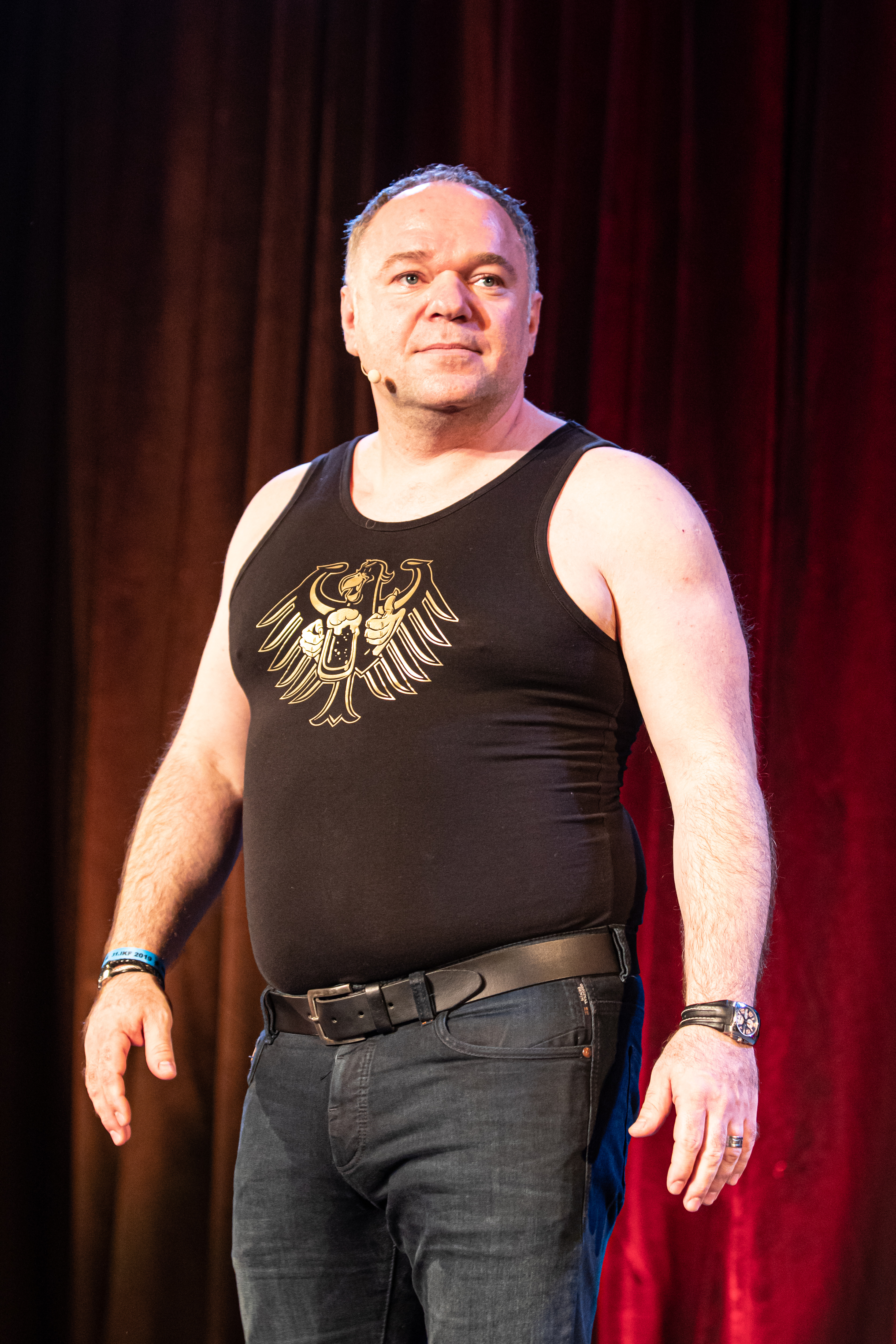
Serhat Dogan, 2019

Serhat Doğan (* 8. Juli 1974 in Köln) ist ein deutscher Schauspieler und Komiker.

## Werdegang
Der in Köln geborene Doğan verließ Deutschland mit seiner Familie im Alter von sechs Jahren und wuchs in der Türkei auf. Die Schule besuchte er bis zum Abitur 1996 in İzmir. Von 1996 bis 2003 studierte er Sport an der dortigen Ege Üniversitesi. Danach folgte seine erste Theaterarbeit in der Türkei. Im April 2004 kam er nahezu ohne deutsche Sprachkenntnisse nach Deutschland, wo bereits seine Schwester Hülya Doğan-Netenjakob, eine Schauspielerin, und sein Schwager, der Grimme-Preisträger Moritz Netenjakob, lebten.
Heute führt Doğan Soloprogramme in deutscher Sprache auf, die unter anderem von seinem Schwager verfasst werden. Darunter ist Danke, Deutschland!, eine Anspielung auf seine Migration nach Deutschland mit zunächst Visum zur kurzzeitigen Arbeitsaufnahme als Schauspieler – von ihm selbst als Comedy-Visum bezeichnet –, später Aufenthaltserlaubnis, Niederlassungserlaubnis und der bereits am 1. Dezember 2010 erfolgten Einbürgerung. Doğan wirkte in diversen Fernsehsendungen mit, war fester Bestandteil in der letzten Staffel der Fernsehsendung Rent a Pocher und spielt Theater.

## Auszeichnungen
- 2023: Bottroper FrechDAX[3]